# Heyerdahlita
La heyerdahlita és un mineral de la classe dels silicats, que pertany al supergrup de l'astrofil·lita. Rep el nom per l'aventurer i etnògraf noruec Thor Heyerdal (Larvik, Noruega, 6 d'octubre de 1914 - Colla Micheri, Itàlia, 18 d'abril de 2002) notable per les seves expedicions al Kon-Tiki el 1947 i les seves expedicions a Ra al 1969 i 1970.

## Característiques
La heyerdahlita és un inosilicat de fórmula química Na₃Mn₇Ti₂(Si₄O₁₂)₂O₂(OH)₄F(H₂O)₂. Va ser aprovada com a espècie vàlida per l'Associació Mineralògica Internacional l'any 2016, sent publicada per primera vegada el 2018. Cristal·litza en el sistema triclínic. La seva duresa a l'escala de Mohs és 3.
L'exemplar que va servir per a determinar l'espècie, el que es coneix com a material tipus, es troba conservat a les col·leccions mineralògiques del departament d'història natural del Museu Reial d'Ontario, a Ontario (Canadà), amb el número de catàleg: m57516.

## Formació i jaciments
Va ser descoberta a Bratthagen 1, a la localitat de Lågendalen, a Larvik (Vestfold, Noruega). També ha estat descrita a la pedrera Poudrette, situada al mont Saint-Hilaire, dins el municipi regional de comtat de La Vallée-du-Richelieu, a Montérégie (Quebec, Canadà). Aquests dos indrets són els únics de tot el planeta on ha estat descrita aquesta espècie mineral.